# Vladislav II. Jagelović, poljski kralj
Jagelo, kasnije Vladislav II. Jagelović (* 1362. – † 1. lipnja 1434.) je bio veliki knez Litve od 1377. i kralj Poljske od 1386. (sa svojom ženom Jadvigom), a samostalno od 1399. Osnivač je dinastije Jagelovića. Bio je posljednji poganski vladar Litve. Godine 1386. obratio se na kršćanstvo. Jagelo je danas u Poljskoj i Litvi zapamćen kao jedan od najvećih vladara u povijesti ovih dviju država, te kao de facto osnivač Poljsko-litavske unije.

## Rani život i vladavina u Litvi
Jagelo se rodio godine 1362. Otac mu je bio litavski knez Algidras, a majka Ulijana Aleksandrova Tverska. Isprva je vladao zajedno sa svojim stricem Kestutisom s kojim je zaratio i nakon dugog rata ga je porazio, postavši jedini knez Litve. Uspjevši zadopiti povjerenje dva etnička komponenta svoje države: litavskog i ukrajinsko-bjeloruskog, Jagelo se dokazao kao sposoban vladar. Porazivši Teutonce, pomirio se sa svojim rođakom Vytotasom.

## Preobraćenje i vladavina nad Poljskom
Ulijana, Jegelova majka, koja je bila Ruskinja nagovarala je svoga sina da se oženi kćeri moskovskoga kneza Dimitrija Donskog, koji mu je to uvjetovao preobraćenjem na pravoslavlje, što bi povećalo opasnost od Teutonaca, koji su pravoslavce smatrali ništa boljima od heretika i pogana. Jagelo je međutim odabrao za ženu poljsku kraljicu Jadvigu, kojoj je bilo samo jedanaest godina. To je učinio na nagovor poljskih plemića koji su se željeli otarasiti potencijalne opasnosti od strane Litve i domoći se plodnih regija u Galiciji. 1386. godine Jagelo se u Krakovu preobratio na katoličanstvo i stupio u brak s mladom kraljicom, uzevši ime Vladislav. Slijedeći Jagelov primjer mnogi su se litavski plemići preobratili na katoličanstvo, iako je poganstvo i pravoslavlje ostalo još duboko ukorijenjeno kod običnog puka u Litvi. Međutim njegov rođak Vytotas je iskoristio trenutak i zajedno s teutonskim vitezovima započeo građanski rat u Litvi s namjerom da postane veliki knez. Nakon razarajuće opsade Vilniusa Vladislav je bio prisiljen potpisati Ostrovsku nagodbu, kojom je prepustio upravljanje nad Litvom i titulu velikog kneza Vytotasu, dok je ovaj morao ipak priznati Vladislavovu vrhovnu vlast. Novi problem je nastao nakon što je 1399. Jadviga umrla, a s njom i mlada kćer koju je rodila, ostavivši Vladislava kao jedinog vladara Poljske, ali bez puno prava. Poljsko se plemstvo podijelilo između Vladislavovih pristaša i protivnika. Kako bi sačuvao krunu Vladislav se 1402. oženio slovenskom princezom Anom Celjskom koja je bila praunuka poljskoga kralja Kazimira III.

## Posljednje godine i rat s teutonskim vitezovima
Nakon burnog niza godina, Vladislav i Vytotas su se pomirili i uspjeli ugušiti niz pobuna protiv njihove zajedničke vlasti. Sada je došlo vrijeme da se obračunaju sa svojim najvećim protivnicima Teutonskim vitezovima. Vrhovni meštar reda Ulrich von Junginen je pokrenuo vlastiti križarski rat protiv svojih susjeda. Spojivši svoje vojske s vojskom prognanog kana Zlatne Horde Jelalom-el-dinom i s češkim vitezovima, poljsko-litavska vojska je u bitci kod Tannenberga 15. srpnja 1410. porazila teutonsku vojsku,a von Junginen je poginuo. Saveznici ipak nisu uspjeli uništiti red i zauzeti sjedište reda, grad Marienburg( danas Malbork, Poljska). Vladislav je umro 1. lipnja 1434., naslijedio ga je njegov sin Vladislav III.